# Campionato Primavera 1977-1978
Il Campionato Primavera 1977-1978 è la 16ª edizione del Campionato Primavera. Il detentore del trofeo è il Torino.
La squadra vincitrice del torneo è stata la Roma che guidata da Antonio Trebiciani si è aggiudicata il titolo di campione nazionale per la terza volta nella sua storia, battendo il Bologna.